# Lac des Settons
Der Lac des Settons ist ein Stausee im französischen Département Nièvre, etwa 30 Kilometer nordwestlich von Autun gelegen. 
Der seit 1858 aufgestaute See ist 3,6 km² groß und gilt als einer der bedeutendsten Wasserspeicher des Morvan. 
Er staut sich aus dem Fluss Cure sowie einigen anderen Bächen und stellt ein bedeutendes Wassersportzentrum der Region dar.